# Адаменко Роман Олександрович
Рома́н Олекса́ндрович Ада́менко (нар. 20 липня 1992, Київ, Україна) — український футболіст, що виступає на позиції захисника.

## Біографія
Вихованець ДЮФШ «Динамо» ім. Валерія Лобановського. Виступав у ДЮФЛ за «Відрадний» та «Динамо». Чемпіон ДЮФЛУ 2008 року.
З літа 2009 року перебував у структурі «Динамо» (Київ), проте перший сезон виступав за молодіжну команду, після чого влітку 2010 року був заявлений за «Динамо-2». Проте за три наступні сезони зіграв за дубль лише 20 матчів. Причина банальна — травми. Саме через серйозні пошкодження він надовго вибував із обойми, а в липні 2013 року взагалі покинув клуб.
Влітку 2013 року Адаменко перебрався в комсомольський «Гірник-Спорт». У Комсомольську в захисника були деякі проблеми зі здоров'ям, підскочив тиск і ніхто не знав причину. Через це Ігор Жабченко, головний тренер «Гірника-Спорт», вибачився і сказав, що не хоче брати гріх на душу, і сторони розірвали контракт за обопільною згодою сторін.
Після того на початку 2014 року був на перегляді в «Севастополі», все було відмінно. Але потім приїхав болгарський тренер Ангел Червенков, який привіз своїх людей і сказав: «Ти мені сподобався, хороший хлопець, але у мене тут свої люди». Через це весну провів, граючи на першість Київської області за «Діназ».
Улітку 2014 року перейшов у «Миколаїв», проте через фінансові заборгованості покинув клуб в кінці того ж року і з тих пір тривалий час перебував без клубу.
У липні 2015 року перебрався в столичний «Арсенал», який розпочинав виступи у Другій лізі. Але вже взимку залишив київський клуб.
У березні 2016 року став гравцем херсонського «Кристала».

### Збірна
У 2009 році провів один матч за юнацьку збірну України до 18 років.